# دومانت (آیووا)
دومانت (به انگلیسی: Dumont) شهری در ایالت آیووا کشور ایالات متحده آمریکا است که جمعیت آن در سرشماری سال ۲۰۱۰ میلادی، ۶۳۷ نفر بوده‌است.